# 黄壁庄水库
黄壁庄水库位于中国河北省鹿泉市黃壁庄镇，是以防洪为主，兼有灌溉、发电、供水功能的大（一）型水库，因与古中山国遗址相邻又名中山湖。
2004年，中山湖风景区被列为国家水利风景区。